# Fudhil I'yadh
Fudhil I'yadh (* 18. August 2001 in Singapur), ist ein singapurischer Fußballspieler.

## Karriere
Fudhil I'yadh erlernte das Fußballspielen in den Jugendmannschaften von Home United, der National Football Academy sowie den Lion City Sailors. Seinen ersten Vertrag unterschrieb er im Februar 2023 bei Balestier Khalsa. Der Verein spielt in der ersten Liga des Landes, der Singapore Premier League. 
Sein Erstligadebüt gab er am 26. Februar 2023 (1. Spieltag) im Heimspiel gegen Hougang United. Bei der 2:3-Heimniederlage stand er in der Startelf und wurde in der 54. Minute gegen Iqram Rifqi ausgewechselt.